# Androcharta hoffmannsi
Androcharta hoffmannsi är en fjärilsart som beskrevs av Rothschild 1912. Androcharta hoffmannsi ingår i släktet Androcharta och familjen björnspinnare. Inga underarter finns listade i Catalogue of Life.